# Donna di Zlatý kůň
La Donna di Zlatý kůň è il fossile di un ominide dei primi esseri umani moderni europei (EEMH - European early modern humans in inglese), scoperto a Zlatý kůň in Repubblica Ceca nel 1950.

## Descrizione
I resti fossili di questo esemplare femmina di Homo sapiens, scoperti già nel 1950, hanno ottenuto grande interesse dalla comunità scientifica nel 2021, a seguito di uno studio sul DNA antico che, ha trovato tracce di ibridazione con Homo neanderthalensis risalenti a circa 45.000 anni fa; questa conclusione ne fa l'esemplare europeo più antico ibridato con i neanderthal. Il suo DNA mostra una percentuale del 3% di tracce di genomi neanderthaliani, compatibili con quella di altre analisi relative ad esemplari di cacciatori-raccoglitori del paleolitico superiore.
Dalla comparazione della tracce genetiche dell'ibridazione con precedenti risultati sul DNA antico di fossili umani, si è trovato che quelle della donna di Zlatý kůň erano simili con quelle rilevate sull' uomo di Ust'-Ishim, determinando così che entrambi gli individui discendevano dalla stessa popolazione dove era avvenuto questo incontro tra specie.
La donna, uno dei primi esseri umani europei mai sequenziato geneticamente, presenta un genoma di una linea evolutiva che non ha contribuito alla divisione tra eurasiatici orientali ed eurasiatici occidentali, ovvero non ha contribuito geneticamente né ai successivi europei né agli asiatici.
Analisi successive hanno però trovato che la donna era imparentata, entro il sesto grado, con almeno due Cro-Magnon, ritrovati a circa 230 chilometri di distanza, nella grotta di Ilsenhöhle, a Ranis, in Germania.